# Lijst van voetbalinterlands Hongarije - Polen
Deze lijst van voetbalinterlands is een overzicht van alle officiële voetbalwedstrijden tussen de nationale teams van Hongarije en Polen. De landen hebben tot op heden 34 keer tegen elkaar gespeeld. De eerste ontmoeting, een vriendschappelijke wedstrijd, werd gespeeld in Boedapest op 18 december 1921. Het laatste duel, een kwalificatiewedstrijd voor het Wereldkampioenschap voetbal 2022, vond plaats op 15 november 2021 in Warschau.

## Wedstrijden
| №  | Plaats    | Datum             | Competitie           | Wedstrijd         | Uitslag |
| -- | --------- | ----------------- | -------------------- | ----------------- | ------- |
| 1  | Boedapest | 18 december 1921  | Vriendschappelijk    | Hongarije − Polen | 1 − 0   |
| 2  | Krakau    | 14 mei 1922       | Vriendschappelijk    | Polen − Hongarije | 0 − 3   |
| 3  | Parijs    | 26 mei 1924       | OS 1924              | Hongarije − Polen | 5 − 0   |
| 4  | Boedapest | 31 augustus 1924  | Vriendschappelijk    | Hongarije − Polen | 4 − 0   |
| 5  | Krakau    | 19 juli 1925      | Vriendschappelijk    | Polen − Hongarije | 0 − 2   |
| 6  | Boedapest | 20 augustus 1926  | Vriendschappelijk    | Hongarije − Polen | 4 − 1   |
| 7  | Berlijn   | 5 augustus 1936   | OS 1936              | Polen − Hongarije | 3 − 0   |
| 8  | Warschau  | 27 augustus 1939  | Vriendschappelijk    | Polen − Hongarije | 4 − 2   |
| 9  | Warschau  | 19 september 1948 | Vriendschappelijk    | Polen − Hongarije | 2 − 6   |
| 10 | Debrecen  | 10 juli 1949      | Vriendschappelijk    | Hongarije − Polen | 8 − 2   |
| 11 | Warschau  | 4 juni 1950       | Vriendschappelijk    | Polen − Hongarije | 2 − 5   |
| 12 | Boedapest | 27 mei 1951       | Vriendschappelijk    | Hongarije − Polen | 6 − 0   |
| 13 | Warschau  | 15 juni 1952      | Vriendschappelijk    | Polen − Hongarije | 1 − 5   |
| 14 | Boedapest | 15 juli 1956      | Vriendschappelijk    | Hongarije − Polen | 4 − 1   |
| 15 | Chorzów   | 14 september 1958 | Vriendschappelijk    | Polen − Hongarije | 1 − 3   |
| 16 | Boedapest | 13 november 1960  | Vriendschappelijk    | Hongarije − Polen | 4 − 1   |
| 17 | Poznań    | 2 september 1960  | Vriendschappelijk    | Polen − Hongarije | 0 − 2   |
| 18 | Chorzów   | 3 mei 1966        | Vriendschappelijk    | Polen − Hongarije | 1 − 1   |
| 19 | Boedapest | 2 mei 1970        | Vriendschappelijk    | Hongarije − Polen | 2 − 0   |
| 20 | Łódź      | 8 oktober 1975    | Vriendschappelijk    | Polen − Hongarije | 4 − 2   |
| 21 | Boedapest | 13 april 1977     | Vriendschappelijk    | Hongarije − Polen | 2 − 1   |
| 22 | Chorzów   | 4 april 1979      | Vriendschappelijk    | Polen − Hongarije | 1 − 1   |
| 23 | Boedapest | 26 maart 1980     | Vriendschappelijk    | Hongarije − Polen | 2 − 1   |
| 24 | Boedapest | 17 mei 1987       | EK 1988 kwalificatie | Hongarije − Polen | 5 − 3   |
| 25 | Warschau  | 23 september 1987 | EK 1988 kwalificatie | Polen − Hongarije | 3 − 2   |
| 26 | Krakau    | 4 mei 1994        | Vriendschappelijk    | Polen − Hongarije | 3 − 2   |
| 27 | Warschau  | 6 september 1997  | Vriendschappelijk    | Polen − Hongarije | 1 − 0   |
| 28 | Boedapest | 29 maart 2000     | Vriendschappelijk    | Hongarije − Polen | 0 − 0   |
| 29 | Chorzów   | 29 maart 2003     | EK 2004 kwalificatie | Polen − Hongarije | 0 − 0   |
| 30 | Boedapest | 11 oktober 2003   | EK 2004 kwalificatie | Hongarije − Polen | 1 − 2   |
| 31 | Łódź      | 17 oktober 2007   | Vriendschappelijk    | Polen − Hongarije | 0 − 1   |
| 32 | Poznań    | 15 november 2011  | Vriendschappelijk    | Polen − Hongarije | 2 − 1   |
| 33 | Boedapest | 25 maart 2021     | WK 2022 kwalificatie | Hongarije − Polen | 3 − 3   |
| 34 | Warschau  | 15 november 2021  | WK 2022 kwalificatie | Polen − Hongarije | 1 − 2   |

## Samenvatting
| Competitie        | Totaal gespeeld | Winst Hongarije | Gelijk | Winst Polen | Doelsaldo Hongarije – Polen |
| ----------------- | --------------- | --------------- | ------ | ----------- | --------------------------- |
| WK-kwalificatie   | 2               | 1               | 1      | 0           | 5 − 4                       |
| EK-kwalificatie   | 4               | 1               | 1      | 2           | 8 − 8                       |
| Olympische Spelen | 2               | 1               | 0      | 1           | 5 − 3                       |
| Vriendschappelijk | 26              | 18              | 3      | 5           | 73 − 29                     |
| Totaal            | 34              | 21              | 5      | 8           | 91 − 44                     |

## Details

### 23ste ontmoeting
| Vriendschappelijk (Boedapest, Hongarije, 26 maart 1980): |       |                   |
| Hongarije                                                | 2 – 1 | Polen             |
| László Fazekas 3' András Törőcsik 22'                    | goals | 24' Grzegorz Lato |

MLSZ · A-internationals · Selecties · Bondscoaches · Hongaars vrouwenelftal · Olympisch elftal · Hongarije U21 · Hongarije U20 · Hongarije U19 · Hongarije U18 · Hongarije U17 · Hongarije U16
1902 – 1919 · 
1920 – 1929 · 
1930 – 1939 · 
1940 – 1949 · 
1950 – 1959 · 
1960 – 1969 · 
1970 – 1979 · 
1980 – 1989 · 
1990 – 1999 · 
2000 – 2009 · 
2010 – 2019 ·
2020 − 2029
EK's:
1964 · 
1972 · 
2016 ·
2020 ·
2024
WK's:
1934 · 
1938 · 
1954 · 
1958 · 
1962 · 
1966 · 
1978 · 
1982 · 
1986
OS:
1912 · 
1924 · 
1936 · 
1952 · 
1960 · 
1964 · 
1968 · 
1972 · 
1996
1902 · 
1903 · 
1904 · 
1905 · 
1906 · 
1907 · 
1908 · 
1909 · 
1910 · 
1911 · 
1912 · 
1913 · 
1914 · 
1915 · 
1916 · 
1917 · 
1918 · 
1919 · 
1920 · 
1921 · 
1922 · 
1923 · 
1924 · 
1925 · 
1926 · 
1927 · 
1928 · 
1929 · 
1930 · 
1931 · 
1932 · 
1933 · 
1934 · 
1935 · 
1936 · 
1937 · 
1938 · 
1939 · 
1940 · 
1941 · 
1942 · 
1943 · 
1944 · 
1945 · 
1946 · 
1947 · 
1948 · 
1949 · 
1950 · 
1952 · 
1952 · 
1953 · 
1954 · 
1955 · 
1956 · 
1957 · 
1958 · 
1959 · 
1960 · 
1961 · 
1962 · 
1963 · 
1964 · 
1965 · 
1966 · 
1967 · 
1968 · 
1969 · 
1970 · 
1971 · 
1972 · 
1973 · 
1974 · 
1975 · 
1976 · 
1977 · 
1978 · 
1979 · 
1980 · 
1981 · 
1982 · 
1983 · 
1984 · 
1985 · 
1986 · 
1987 · 
1988 · 
1989 · 
1990 · 
1991 · 
1992 · 
1993 · 
1994 · 
1995 · 
1996 · 
1997 · 
1998 · 
1999 · 
2000 · 
2001 · 
2002 · 
2003 · 
2004 · 
2005 · 
2006 · 
2007 · 
2008 · 
2009 · 
2010 · 
2011 · 
2012 · 
2013 · 
2014 · 
2015 ·
2016 ·
2017 ·
2018 ·
2019 ·
2020 ·
2021 ·
2022 ·
2023 ·
2024
Albanië ·
Algerije ·
Andorra · 
Antigua en Barbuda ·
Argentinië ·
Armenië ·
Australië ·
Azerbeidzjan ·
België ·
Bohemen ·
Bolivia ·
Bosnië en Herzegovina ·
Brazilië ·
Bulgarije ·
Canada ·
Chili ·
China ·
Colombia ·
Costa Rica ·
Cyprus ·
Denemarken ·
DDR ·
Duitsland ·
Egypte ·
El Salvador ·
Engeland ·
Estland ·
Faeröer ·
Finland ·
Frankrijk ·
Georgië ·
Griekenland ·
Ierland ·
IJsland ·
India ·
Iran ·
Israël ·
Italië ·
Ivoorkust ·
Japan ·
Joegoslavië ·
Jordanië ·
Kazachstan · 
Koeweit ·
Kosovo · 
Kroatië ·
Letland ·
Libanon ·
Liechtenstein ·
Litouwen ·
Luxemburg ·
Malta ·
Mexico ·
Moldavië ·
Montenegro ·
Nederland ·
Nederlands-Indië ·
Nieuw-Zeeland ·
Noord-Ierland ·
Noord-Macedonië ·
Noorwegen ·
Oekraïne ·
Oostenrijk ·
Paraguay ·
Peru ·
Polen ·
Portugal ·
Qatar ·
Roemenië ·
Rusland ·
San Marino ·
Saoedi-Arabië ·
Schotland ·
Servië ·
Slovenië ·
Slowakije ·
Sovjet-Unie ·
Spanje ·
Tsjechië ·
Tsjecho-Slowakije ·
Turkije ·
Uruguay ·
Verenigde Arabische Emiraten ·
Verenigde Staten ·
Verenigd Koninkrijk ·
Wales ·
Wit-Rusland ·
Zuid-Korea ·
Zweden ·
Zwitserland
Brazilië (1954) · 
Duitsland (2021) ·
Frankrijk (2021) · 
IJsland (2016) · 
Italië (1938) · 
Oostenrijk (2016) · 
Portugal (2021) · 
West-Duitsland (1954, 2)
Poolse voetbalbond · A-internationals · Selecties · Statistieken · Pools vrouwenelftal · Olympisch elftal · Polen U21 · Polen U20 · Polen U19 · Polen U18 · Polen U17 · Polen U16
1921 – 1929 ·
1930 – 1939 ·
1940 – 1949 ·
1950 – 1959 ·
1960 – 1969 ·
1970 – 1979 ·
1980 – 1989 ·
1990 – 1999 ·
2000 – 2009 ·
2010 – 2019 ·
2020 – 2029
EK 2008 · 
EK 2012 · 
EK 2016 · 
EK 2020
WK 1938 ·
WK 1974 ·
WK 1978 ·
WK 1982 ·
WK 1986 ·
WK 2002 ·
WK 2006 ·
WK 2018
OS 1924 ·
OS 1936 ·
OS 1972 ·
OS 1976 ·
OS 1992
1921 · 
1922 · 
1923 · 
1924 · 
1925 · 
1926 · 
1927 · 
1928 · 
1929 · 
1930 · 
1931 · 
1932 · 
1933 · 
1934 · 
1935 · 
1936 · 
1937 · 
1938 · 
1939 · 
1940–1946 · 
1947 · 
1948 · 
1949 · 
1950 · 
1951 · 
1952 · 
1953 · 
1954 · 
1955 · 
1956 · 
1957 · 
1958 · 
1959 · 
1960 · 
1961 · 
1962 · 
1963 · 
1964 · 
1965 · 
1966 · 
1967 · 
1968 · 
1969 · 
1970 · 
1971 · 
1972 · 
1973 · 
1974 · 
1975 · 
1976 · 
1977 · 
1978 · 
1979 · 
1980 · 
1981 · 
1982 · 
1983 · 
1984 · 
1985 · 
1986 · 
1987 · 
1988 · 
1989 · 
1990 · 
1991 · 
1992 · 
1993 · 
1994 · 
1995 · 
1996 · 
1997 · 
1998 · 
1999 · 
2000 · 
2001 · 
2002 · 
2003 · 
2004 · 
2005 · 
2006 · 
2007 · 
2008 · 
2009 · 
2010 · 
2011 · 
2012 · 
2013 · 
2014 ·
2015 ·
2016 ·
2017 ·
2018 ·
2019 ·
2020 ·
2021
Albanië ·
Algerije ·
Andorra ·
Argentinië ·
Armenië ·
Australië ·
Azerbeidzjan ·
België ·
Bolivia ·
Bosnië en Herzegovina ·
Brazilië ·
Bulgarije ·
Canada ·
Chili ·
China ·
Colombia ·
Costa Rica ·
Cyprus ·
DDR ·
Denemarken ·
Duitsland ·
Ecuador ·
Egypte ·
Engeland ·
Estland ·
Faeröer · 
Finland ·
Frankrijk ·
Georgië ·
Gibraltar ·
Griekenland ·
Guatemala ·
Haïti ·
Hongarije ·
Ierland ·
India ·
Irak ·
Iran ·
Israël ·
Italië ·
Ivoorkust ·
IJsland ·
Japan ·
Joegoslavië ·
Kameroen ·
Kazachstan ·
Koeweit ·
Kroatië ·
Letland ·
Libië ·
Liechtenstein ·
Litouwen ·
Luxemburg ·
Marokko ·
Malta ·
Mexico ·
Moldavië ·
Montenegro ·
Nederland ·
Nieuw-Zeeland ·
Nigeria ·
Noord-Ierland ·
Noord-Korea ·
Noord-Macedonië ·
Noorwegen ·
Oekraïne ·
Oostenrijk ·
Peru ·
Portugal ·
Roemenië ·
Rusland ·
San Marino ·
Saoedi-Arabië · 
Schotland ·
Senegal ·
Servië ·
Servië en Montenegro · 
Singapore ·
Slovenië ·
Slowakije ·
Sovjet-Unie ·
Spanje ·
Thailand · 
Tsjechië ·
Tsjecho-Slowakije ·
Tunesië ·
Turkije ·
Uruguay ·
Verenigde Arabische Emiraten ·
Verenigde Staten ·
Wales ·
Wit-Rusland ·
Zuid-Afrika ·
Zuid-Korea ·
Zweden ·
Zwitserland
België (1982) ·
Colombia (2018) ·
Costa Rica (2006) ·
Duitsland (2006) ·
Duitsland (2008) ·
Duitsland (2016) ·
Ecuador (2006) ·
Frankrijk (1982) ·
Frankrijk (2022) ·
Griekenland (2012) ·
Italië (1982, 1) ·
Italië (1982, 2) ·
Japan (2018) ·
Kameroen (1982) ·
Kroatië (2008) ·
Noord-Ierland (2016) ·
Oostenrijk (2008) ·
Peru (1982) ·
Rusland (2012) ·
Senegal (2018) ·
Slowakije (2021) ·
Sovjet-Unie (1982) ·
Spanje (2021) ·
Tsjechië (2012) ·
Zweden (2021)